# Protubera hautuensis
Protubera hautuensis är en svampart som beskrevs av Castellano & Beever 1994. Protubera hautuensis ingår i släktet Protubera och familjen Phallogastraceae.   Inga underarter finns listade i Catalogue of Life.